# Австралийская пеганка
Австралийская пеганка (лат. Tadorna tadornoides) — вид птиц из семейства утиных (Anatidae). Распространены в основном в южной части Австралии и на Тасмании, где достаточно обычна. При этом зимой, вне периода размножения, многие птицы мигрируют севернее. Название вида происходит от кельтского слова, означающего «пёстрая водоплавающая птица». Вид имеет охранный статус в соответствие с законом «О национальных парках и дикой природе» (1974). 

## Описание
Самцы окрашены в более тёмные тона, грудь у них каштановая. Как самцы, так и самки демонстрируют белое крыло в полёте.

## Распространение и поведение
Птица предпочитает озёра на открытой местности и очень осторожна. В кладке 8—15 яиц, насиживание которых занимает 30—33 дня.

### Питание
Вид питается различными корнями, лебедой и критмумом, а также насекомыми, мелкими ракообразными и моллюсками. 